# Moskwitsch-410
Der Moskwitsch-410 (russisch Москвич-410) ist ein Geländewagen mit Allradantrieb des sowjetischen Herstellers Moskowski Sawod Malolitraschnych Awtomobilej (russisch Московский завод малолитражных автомобилей, kurz MZMA beziehungsweise russisch МЗМА, bekannt durch die Verwendung des Markennamens Moskwitsch), der von 1957 bis 1961 in Serie gebaut wurde. Er kombiniert das Fahrgestell eines Geländewagens mit der Karosserie des Personenwagens Moskwitsch-402. Unter der Bezeichnung Moskwitsch-411 (russisch Москвич-411) wurde ein Kombi gebaut.

## Fahrzeuggeschichte

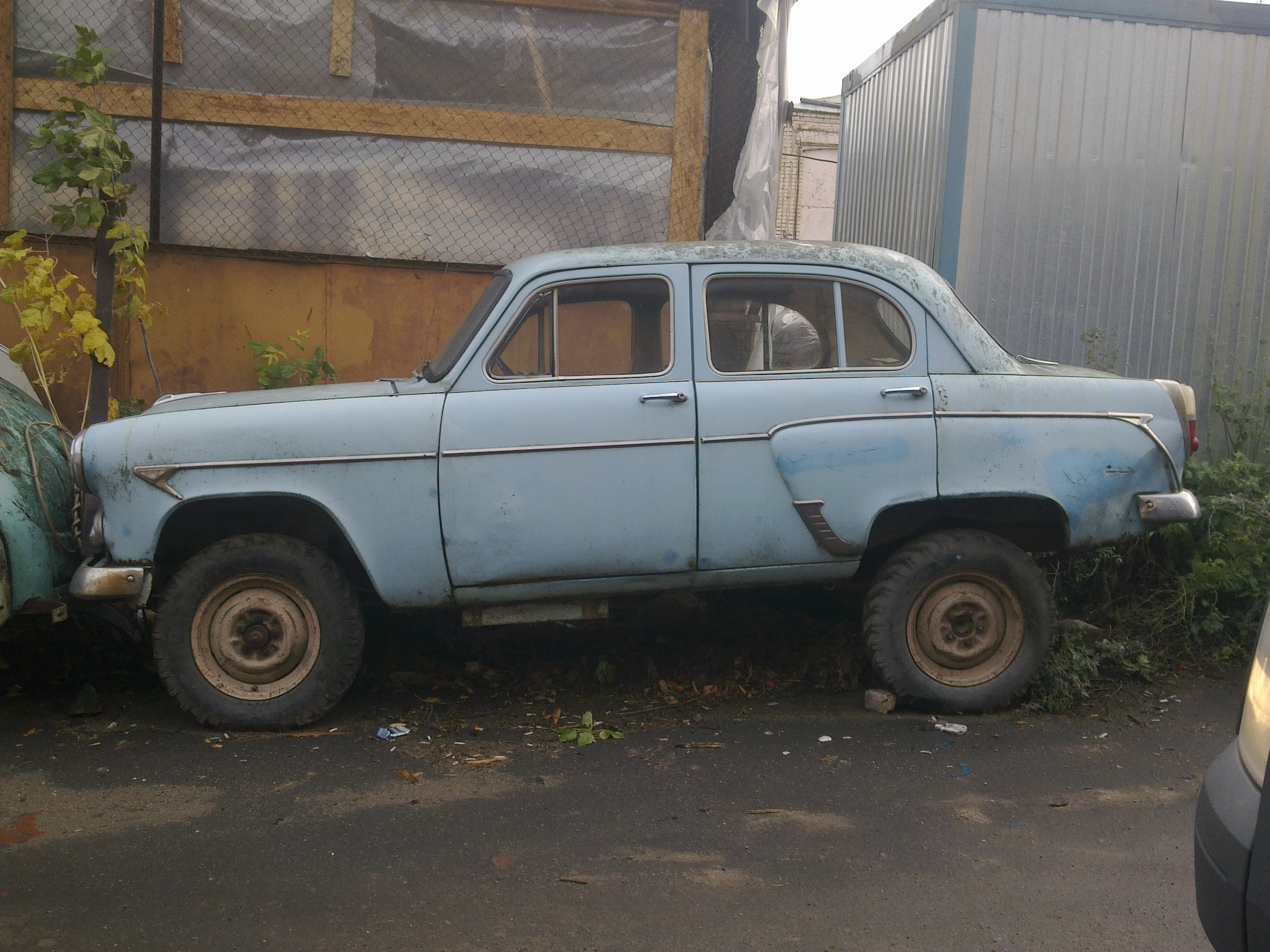
Unrestaurierter Moskwitsch-410 (2012)

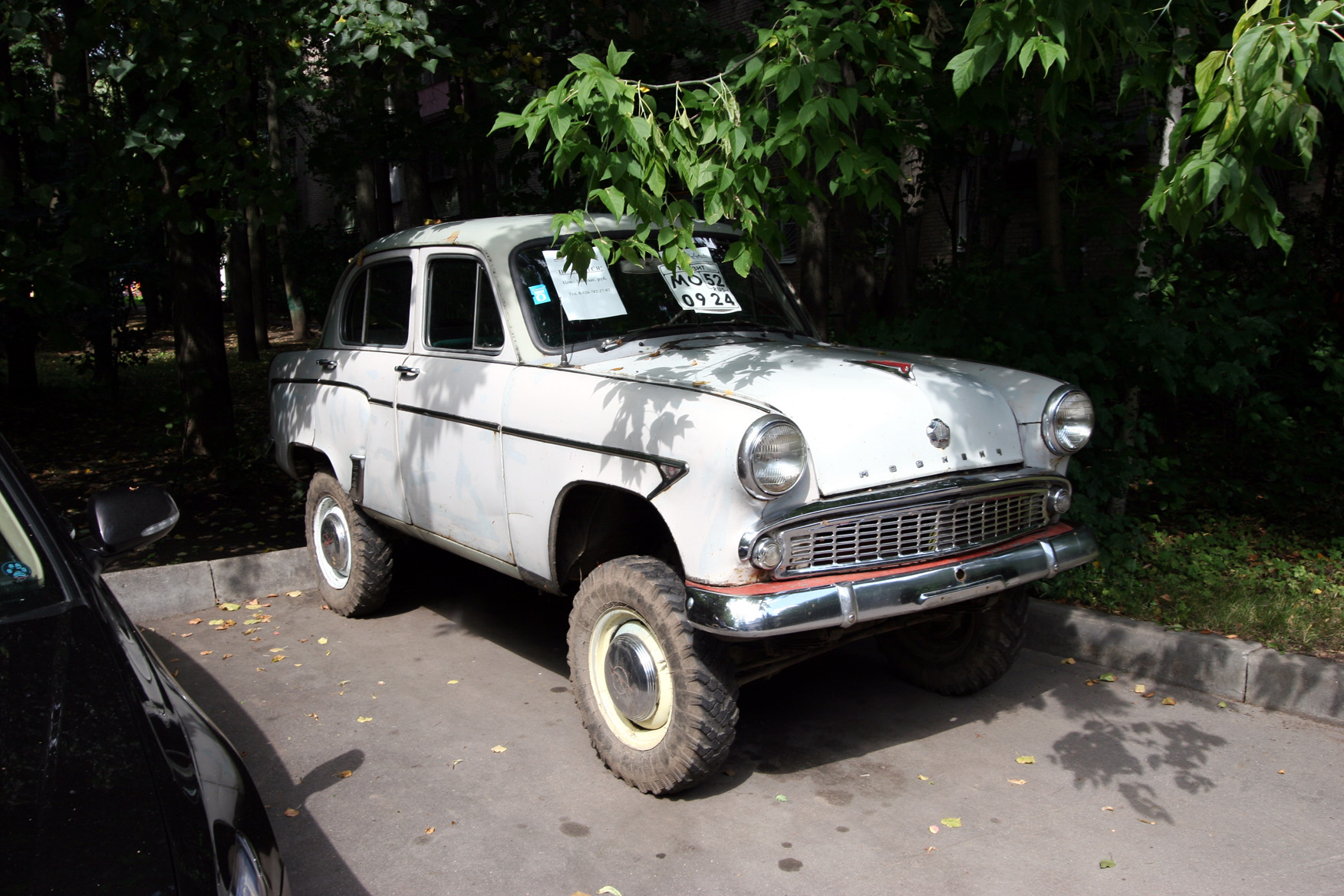
Modernisierter Moskwitsch-410N, erkennbar am Kühlergrill (2009)

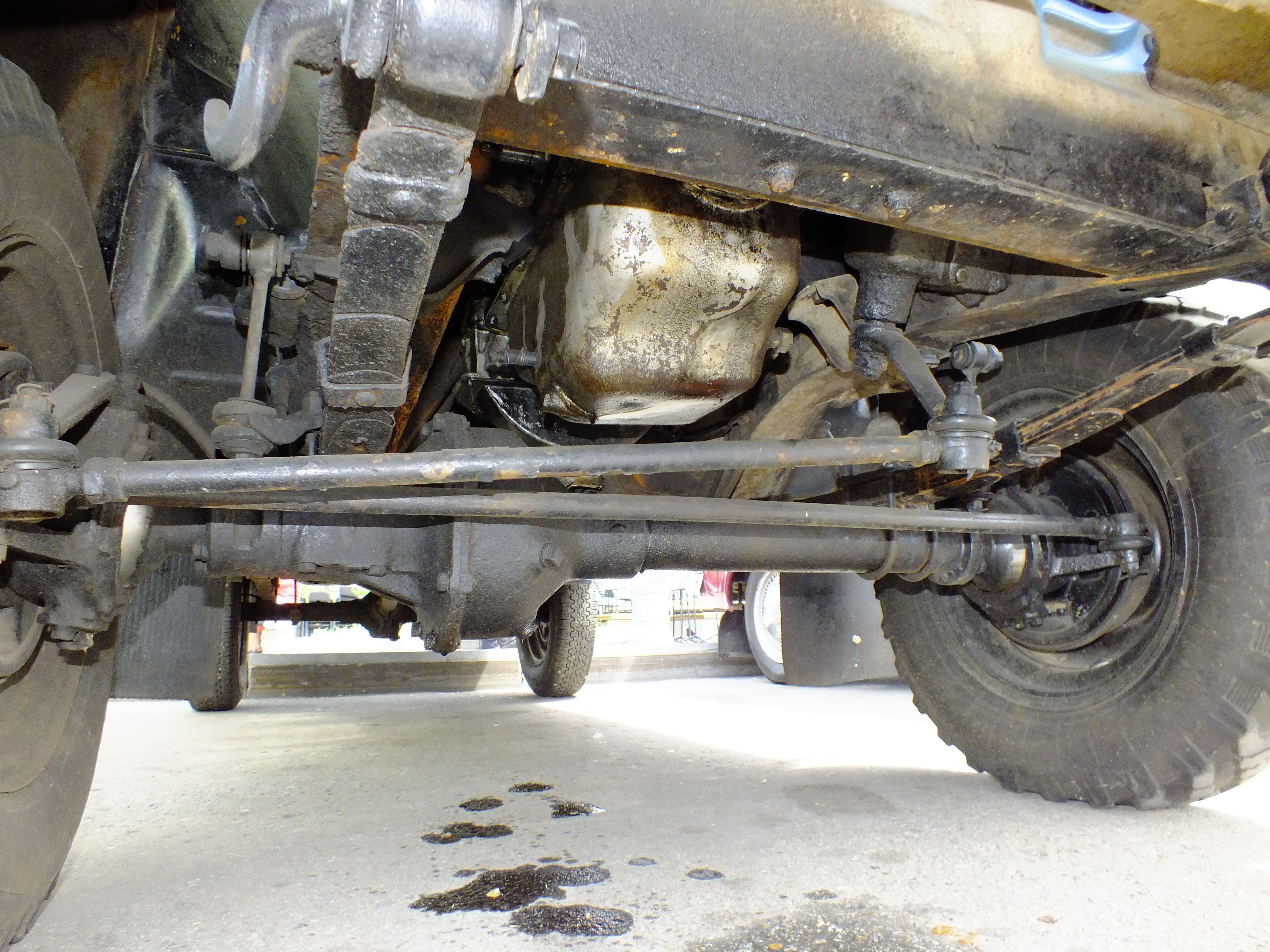
Blick auf die angetriebene Vorderachse eines Moskwitsch-410 (2014)

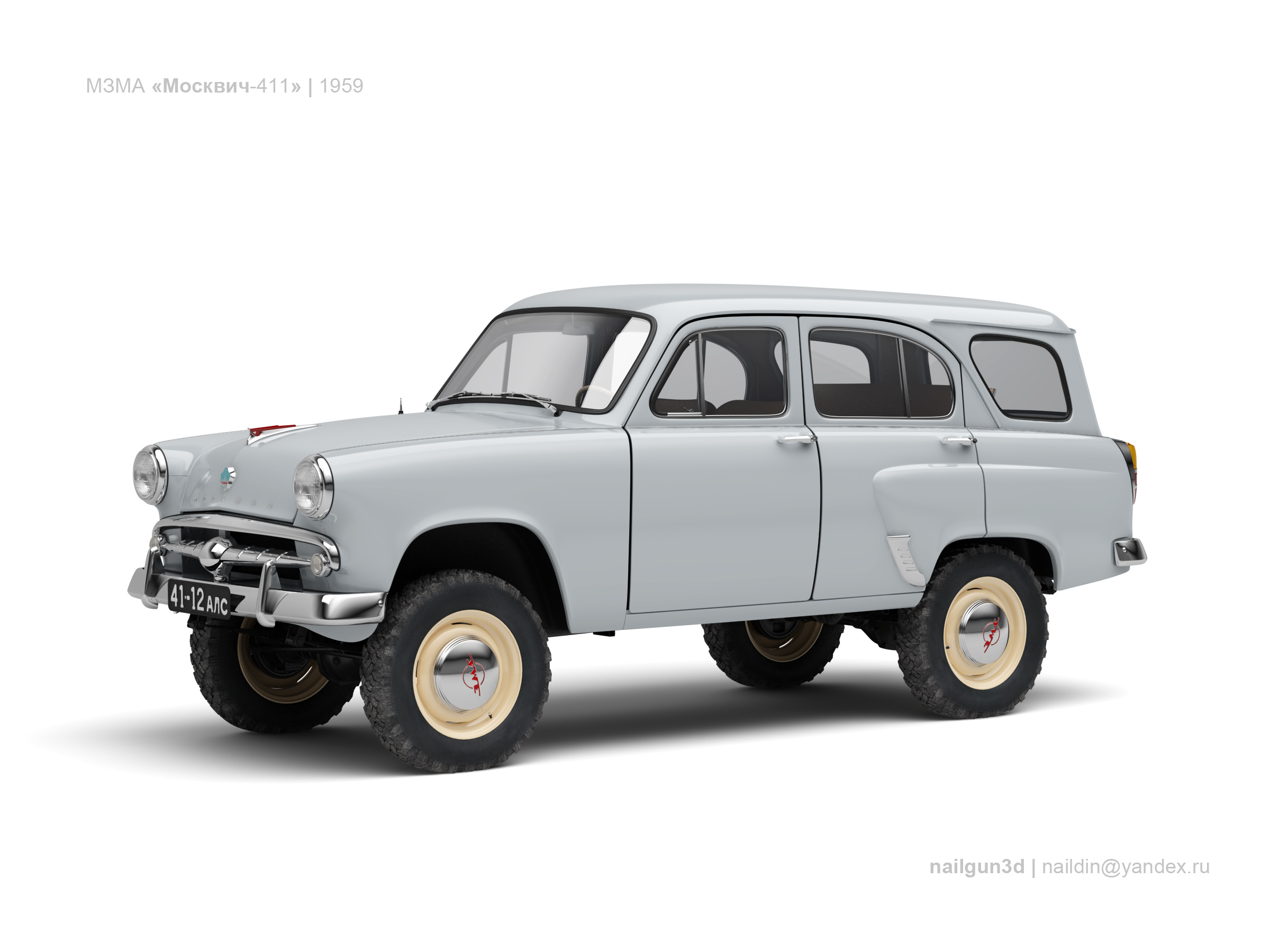
3D-Zeichnung eines Moskwisch-411 (2016)

In der Sowjetunion waren Personenwagen mit Allradantrieb vor dem Zweiten Weltkrieg weitestgehend ungebräuchlich. Erst in den 1940er-Jahren kamen erste Entwicklungen wie der GAZ-64 zur Serienreife und wurden insbesondere für die Armee später auch mit Modellen wie dem GAZ-67 und dem GAZ-69 in größeren Stückzahlen gebaut. Diese Fahrzeuge waren zwar geländegängig, jedoch gab es keinerlei Komfort für Fahrer oder Passagiere.
Um diesem Problem Abhilfe zu schaffen, gab es bereits während des Krieges Versuche, eine Karosserie von einem gewöhnlichen Pkw auf ein geländetaugliches Fahrgestell zu setzen. So entstand der GAZ-61, der aber nur in Kleinserie für hohe Militärs gebaut wurde. Erst 1955 griff das Gorkowski Awtomobilny Sawod die Idee wieder auf und baute mit dem GAZ-M72 eine geländegängige Limousine in Serie, die mit dem üblichen Pkw-Komfort ihrer Zeit versehen war. Die Fertigung wurde schon drei Jahre später wieder eingestellt.
Ein Jahr vor dem Produktionsstopp des GAZ-M72 begann MZMA in Moskau mit der Fertigung des Moskwitsch-410. Das Konzept war das gleiche wie beim Fahrzeug von GAZ. Unter die Karosserie des lediglich straßentauglichen Moskwitsch-402 wurde ein Fahrgestell mit Allradantrieb und einer größeren Bodenfreiheit montiert. Dabei wurden die Hauptkomponenten wie Motor, Getriebe und Karosserie vom Straßen-Pkw übernommen, das Fahrgestell aus Teilen des Geländewagens GAZ-69 aufgebaut. Außerdem wurde die Karosserie an verschiedenen Punkten durch zusätzliche Bleche verstärkt. Das so entstandene Fahrzeug wurde etwa ein Jahr bis 1958 unverändert in Serie gebaut.
Im Jahr 1958 wurde bei MZMA die Fertigung vom Moskwitsch-402 auf den Moskwitsch-407 umgestellt. An der äußeren Form änderte sich wenig, lediglich der Kühlergrill wurde neu gestaltet und einige weitere Kleinigkeiten geändert. Der Vierzylinder-Ottomotor jedoch wurde von 72 auf 76 mm aufgebohrt, so dass der Hubraum von 1221 cm³ auf 1361 cm³ anstieg. Auch das Getriebe wurde getauscht, so gab es nun statt einem Dreiganggetriebe ein Vierganggetriebe. Diese Änderungen wurden im gleichen Jahr für den Moskwitsch-410 übernommen. Ab diesem Zeitpunkt wurde das Fahrzeug als Moskwitsch-410N bezeichnet. Außerdem verringerte sich das Leergewicht geringfügig.
Zusätzlich zur Version als Limousine kam außerdem als Moskwitsch-411 eine Version als Kombi auf den Markt. Das Fahrzeug hatte die gleiche technische Ausstattung wie der Moskwitsch-410N, allerdings wurde die Karosserie des Moskwitsch-423N aufgesetzt.
Obwohl in der Sowjetunion selbst ein sehr hoher Bedarf nach Pkws mit Allradantrieb bestand, wurde etwa ein Drittel der Fahrzeuge exportiert. Als Moskwitsch-410P gingen sogar rechtsgelenkte Exemplare nach Großbritannien und Australien. Bis 1962 wurden exakt 11.890 Exemplare aller Versionen gebaut, davon etwa 1500 Kombis. Nikita Chruschtschow persönlich hielt die Fertigung nicht mehr für notwendig, worauf hin das Modell eingestellt wurde. Erst mit dem Lada Niva kam 1976 wieder ein für die Bevölkerung zu erwerbendes Personenfahrzeug mit Allradantrieb auf den sowjetischen Markt.
Bei MZMA gab es schon seit 1957 weitere Versuche mit Personenwagen mit Allradantrieb, die sich stark am US-amerikanischen Jeep CJ orientierten. Der so entstandene Moskwitsch-415 und seine Nachfolger blieben jedoch allesamt Prototypen.

## Technische Daten
| Quellen               | Moskwitsch-410                                  | Moskwitsch-410N                                 |
| --------------------- | ----------------------------------------------- | ----------------------------------------------- |
| Motor                 | Vierzylinder-Ottomotor                          | Vierzylinder-Ottomotor                          |
| Motortyp              | „Moskwitsch-402“                                | „Moskwitsch-407“                                |
| Leistung              | 35 PS (26 kW) bei 4500 min−1                    | 45 PS (33 kW)                                   |
| Hubraum               | 1221 cm³                                        | 1361 cm³                                        |
| Hub                   | 75 mm                                           | 75 mm                                           |
| Bohrung               | 72 mm                                           | 76 mm                                           |
| Verdichtung           | 7:1                                             | 7:1                                             |
| Verbrauch             | 6,5 l/100 km bei konstanten 40 km/h             | 6,5 l/100 km bei konstanten 40 km/h             |
| Getriebe              | handgeschaltet 3 Vorwärtsgänge, 1 Rückwärtsgang | handgeschaltet 4 Vorwärtsgänge, 1 Rückwärtsgang |
| Höchstgeschwindigkeit | 90 km/h                                         | 100 km/h                                        |
| Antriebsformel        | 4×4                                             | 4×4                                             |
|                       |                                                 |                                                 |
| Länge                 | 4055 mm                                         | 4055 mm                                         |
| Breite                | 1540 mm                                         | 1540 mm                                         |
| Höhe                  | 1683 mm                                         | 1683 mm                                         |
| Radstand              | 2377 mm                                         | 2377 mm                                         |
| Spurweite             | 1220 mm (vorne und hinten)                      | 1220 mm (vorne und hinten)                      |
| Bodenfreiheit         | 220 mm                                          | 220 mm                                          |
| Leergewicht           | 1180 kg                                         | 1150 kg                                         |